# Luís do Couto
Luís do Couto foi um sertanista baiano, portanto emboaba, que descobriu ouro em Caeté bem no início dos descobertos, nos arredores de 1700. Haveria no Caeté minas de rendimento nunca visto e cerca de 4 mil pessoas para lá tinham acorrido, pois comentavam que havia uma enorme jazida ao pé de uma montanha e que deveria ser de muita duração.
Antonil escreve em 1704: Há mais minas novas, que chamam do Caeté, entre as Minas Gerais e as do rio das Velhas, cujos descobridores foram vários; e entre elas há a do ribeiro que descobriu o Capitão Luís do Couto, que da Bahia foi para essas paragens com três irmãos grandes mineiros; além de outras que secretamente se acham e se não publicam ppara se aproveitarem  os descobridores delas totalente e não as sujeitarem à repartição e as que ultimamente descobriu o capitão Garcia Rodrigues Pais quando foi abrir o caminho novo detrás da cordilheira da serra dos Órgãos no distrito do Rio de Janeiro, por onde corta o rio Paraíba do Sul".
Luís do Couto se tornou dos maiores potentados da região, teria sido o aclamador de Manuel Nunes Viana em 1708 antes de se voltar contra ele, acusando-o de parcialidade em favor de seus patricios contra os interesses dos baianos; quando Antônio de Albuquerque Coelho de Carvalho chegou ao Caeté foi ele o unico, com um de seus irmãos, a ser admitido a acompanhar o governador até o Sabará.